# Rosa demetrii
Rosa demetrii es una especie de planta del género Rosa, de la familia Rosaceae.

## Taxonomía
Rosa demetrii fue descrita por Chrshan. en 1952.

## Distribución
Se encuentra en el territorio de Azerbaiyán.